# 1916–1917-es magyar labdarúgó-bajnokság (első osztály)
A 14. hivatalos bajnokság. A háború alatt lejátszott három nem hivatalos bajnokság közül az 1914 őszit a Ferencváros, az 1915 tavaszit szintén a Ferencváros, míg az 1915 őszit az MTK csapata nyerte meg. Az MLSZ hiába írt ki ligamérkőzéseket 1916 tavaszára, a Ferencváros erre nem nevezett, és példáját több csapat is követte, így a szövetség visszavonta a kiírást. Az 1916 tavaszi Hadikupán viszont elindult az FTC, de az MTK mögött a 2. helyen végeztek. 1916 őszén újra indult a bajnokság, 12 csapattal. Az I. osztályú szereplés lehetőségéért Vasas - KAOE mérkőzést játszottak, 5:0-ra győzött a Vasas. 1915-ben új edző érkezett az MTK-hoz, az angol Jimmy Hogan személyében. Munkája nyomán, melyet hat évig végzett a klubnál, nemcsak Magyarország, de Európa egyik legjobb csapatát alakította ki. Schlosser Imre a rivális MTK-hoz szerződött, ezt a Ferencváros vezetése nem akarta elfogadni.
Az MTK egyetlen vereségét a Törekvéstől szenvedte el. Nyolc pont előnnyel, 97-es gólkülönbséggel nyerte meg a bajnokságot. Legtöbb gólos mérkőzésén, a MAC ellen 18:0 lett az eredmény.
A Ferencváros továbbra is Schlosser miatt bosszankodott. Feljelentették, és amíg nem tisztázódott az ügy, nem is játszhatott a csatár. Két pontot azért vesztett a Fradi, mert nem állt ki az MTK ellen.
Három vidéki kerületben is rendeztek bajnokságot, a győztesek: Diósgyőri VTK, Győri ETO és a Temesvári Kinizsi SE. Nem játszottak a vidéki és az országos bajnoki címért sem.

## A végeredmény
| #  | Csapat            | J  | Gy | D | V  | Rg  | Kg | Gk  | P  | Megjegyzés |
| -- | ----------------- | -- | -- | - | -- | --- | -- | --- | -- | ---------- |
| 1  | MTK               | 22 | 21 | 0 | 1  | 113 | 16 | +97 | 42 | Bajnok     |
| 2  | Törekvés SE       | 22 | 16 | 2 | 4  | 71  | 20 | +51 | 34 |            |
| 3  | Újpesti TE        | 22 | 11 | 5 | 6  | 28  | 28 | 0   | 27 |            |
| 4  | FTC               | 22 | 11 | 4 | 7  | 29  | 23 | +6  | 26 |            |
| 5  | III. Kerületi TVE | 22 | 9  | 4 | 9  | 32  | 30 | +2  | 22 |            |
| 6  | Vasas SC          | 22 | 6  | 9 | 7  | 29  | 30 | -1  | 21 |            |
| 7  | MAC               | 22 | 7  | 4 | 11 | 47  | 53 | -6  | 18 |            |
| 8  | BAK               | 22 | 8  | 2 | 12 | 31  | 52 | -21 | 18 |            |
| 9  | BTC               | 22 | 6  | 4 | 12 | 25  | 52 | -27 | 16 |            |
| 10 | 33 FC             | 22 | 6  | 3 | 13 | 25  | 51 | -26 | 15 |            |
| 11 | Kispesti AC       | 22 | 5  | 4 | 13 | 22  | 57 | -35 | 14 |            |
| 12 | FTK               | 22 | 3  | 5 | 14 | 19  | 59 | -40 | 11 |            |

## Kereszttáblázat
|                                            | MTK | Tör. | ÚTE | FTC | III. ker | Vasas | BAK | MAC  | BTC  | 33 FC | KAC  | FTK  |
| ------------------------------------------ | --- | ---- | --- | --- | -------- | ----- | --- | ---- | ---- | ----- | ---- | ---- |
| Magyar Testgyakorlók Köre                  | XXX | 1-0  | GY  | 4-1 | 4-2      | 4-0   | 7-1 | 18-0 | 11-1 | 5-0   | 10-0 | 3-0  |
| Törekvés Sport Egylet                      | 4-2 | XXX  | 5-0 | 3-0 | 2-0      | 4-1   | 7-1 | 3-1  | 2-1  | 3-0   | 9-0  | GY   |
| Újpesti Torna Egylet                       | 2-7 | 3-2  | XXX | 0-1 | 1-1      | 3-1   | 1-0 | 1-0  | 1-0  | 1-1   | 2-0  | 1-1  |
| Ferencvárosi TC                            | V   | 1-1  | 1-4 | XXX | 0-2      | 0-0   | 3-0 | 2-0  | 0-1  | 2-0   | 1-0  | 4-1  |
| III. Kerületi Torna és Vívó Egylet         | 2-5 | 4-2  | 4-1 | 0-0 | XXX      | 2-2   | 2-1 | 2-0  | 0-2  | V     | 3-0  | 1-3  |
| Vasasok (Vas- és Fémmunkások) Sport Clubja | 1-2 | 0-0  | 0-0 | 1-2 | 1-1      | XXX   | 0-1 | 2-4  | 3-0  | 2-0   | 1-1  | 2-2  |
| Budapesti Athletikai Klub                  | 1-8 | 1-3  | 1-2 | 0-1 | 2-1      | 2-3   | XXX | 3-3  | 3-1  | 2-1   | 1-0  | 1-0  |
| Magyar Athletikai Club                     | V   | 4-2  | V   | 1-2 | V        | 1-1   | 1-1 | XXX  | 4-2  | 2-1   | 3-3  | 12-1 |
| Budapesti Torna Club                       | 1-7 | 0-2  | 1-1 | 2-2 | 0-1      | 0-0   | 2-5 | 4-2  | XXX  | 1-0   | 1-1  | 1-2  |
| 33 Football Club                           | 0-5 | 0-9  | 0-1 | 2-4 | 2-1      | 0-2   | 3-1 | 5-4  | 0-1  | XXX   | 4-1  | 2-2  |
| Kispesti Athletikai Club                   | 0-2 | 0-4  | 2-1 | 1-0 | 0-2      | 1-2   | 2-1 | 2-3  | 4-2  | 1-3   | XXX  | 2-1  |
| Fővárosi Testedzők Köre                    | 0-8 | 0-4  | 0-2 | 0-2 | 2-1      | 0-4   | 1-2 | 0-2  | 1-3  | 1-1   | 1-1  | XXX  |

A bajnok Magyar Testgyakorlók Köre játékosai: Knapp Miksa k. (11), Révész Béla (16), Csüdör (Csávosi) Ferenc (19), Bíró Gyula (4), Kertész III Adolf (12), Vágó Antal (19), Winkler I József (13), Konrád II Kálmán (17), Kertész II Vilmos (18), Schaffer Alfréd (16), Schlosser Imre (16), Szabó Péter (19).
Játszott még:  Kovács Elemér (10), Braun (Barna) József (1), Csontos Dénes (1), Kossuth Sándor k. (7), Nyúl I Ferenc (5), Rácz Béla (6), Singer Miklós (1), Taussig (Tauszig) Imre (3).
Edző: Jimmy Hogan (angol)

## Díjak
| Bajnok 1916/17.  |
| MTK 4. Bajnokság |

| Az év játékosa | Gólkirály               |
| Plattkó Ferenc | Schlosser Imre (38 gól) |